# Exit Through the Gift Shop
Exit Through the Gift Shop è un documentario del 2010 attribuito a Banksy, il celebre artista anonimo, e basato parzialmente sulla sua vita e le sue opere. Nel film, diretto da Banksy con l'aiuto di Shepard Fairey, si susseguono delle interviste a street artist di primo piano, come Invader e gli stessi Fairey e Banksy.

## Trama
Thierry Guetta viene presentato nel film come un cittadino francese che si è trasferito a Los Angeles, ex proprietario di un negozio di vestiti e videoamatore trasformatosi nel tempo in uno street artist, influenzato dalla street art che aveva conosciuto grazie a suo cugino (il francese Invader, altro famoso street artist) e che aveva copiosamente documentato tramite i suoi filmati amatoriali nel corso degli anni.
Dopo aver seguito da vicino così tanti artisti, Guetta veste i panni di Mr. Brainwash, un artista le cui opere sono fortemente influenzate dagli stili e dalle idee di vari personaggi incontrati durante le sue riprese, inclusi Banksy e Fairey. Come Banksy, Mr. Brainwash usa immagini famose, alcune anche coperte da copyright, modificandole poi secondo il proprio gusto.
A differenza di Banksy, che nel film viene mostrato mentre lavora alle sue opere, Guetta afferma che il suo lavoro consiste principalmente nello "scanning and photoshopping" (copiare e modificare), e che la maggior parte del processo di creazione artistica è demandata ai suoi collaboratori, ai quali viene solamente spiegata l'idea di fondo dell'opera.

## Produzione
I titoli di testa e di coda del film sono accompagnati dalla canzone Tonight the Street Are Ours di Richard Hawley, mentre la colonna sonora originale è composta da Geoff Barrow, con musica addizionale di Roni Size.

## Distribuzione
È stato presentato al Sundance Film Festival del 2010, suscitando grande interesse anche per la diffusione virale del trailer.

## Riconoscimenti
- Independent Spirit Awards 2011
  - Miglior documentario